# Tlachichuca
Tlachichuca è una municipalità dello stato di Puebla, nel Messico centrale, il cui capoluogo è la località omonima.
Conta 28.568 abitanti (2010) e ha una estensione di 422,217 km². 	 	
Il significato del nome della località in lingua nahuatl è luogo degli artigiani.